# Будинок Остапенка
Будинок Остапенка, Садибний будинок або Будинок-корабель — пам'ятка архітектури місцевого значення та історії у Чернігові.

## Історія
1906 року на Хлібопекарській вулиці було збудовано комплекс споруд за кошти учасника оборони Порт-Артура капітану першого рангу Григорія Кузьмича Остапенка, ад'ютанта адмірала Тихоокеанського флоту Росії.
Після більшовицької окупації в колишньому будинку Г. Остапенка розмістили готель обкому партії. До 1941 року він використовувався як житлово-готельний фонд компартії, під час Другої світової війни — готель німецьких окупантів. У повоєнні роки служив як житлово-готельний фонд, тут також був музей історії молодіжних рухів Чернігівщини. Тут розташовувався відділу реєстрації актів цивільного стану до відкриття в 1988 нового будинку на вулиці Пушкіна.
З 1994 року у будівлі тривалий час розміщувалося Чернігівське обласне об'єднання Всеукраїнського товариства «Просвіта» імені Тараса Шевченка, редакції газет «Біла хата», «Сіверщина» та мистецька галерея «Круті сходи». У вересні 2021 році власник будинку, Чернігівська обласна рада, через суд виселила «Просвіту» з будинку, пояснюючи це накопиченим боргом за оренду приміщення та занедбанням приміщень орендарем. Товариство не погодилося з позицією чиновників та вважає справжньою причиною виселення вплив російської агентури.
Будівля постраждала в ході російського вторгнення в Україну в 2022 році — вибуховою хвилею там повибивало вікна, розмерзлося опалення.
У 2022 році будівлі збиралися здати в оренду приватній школі.
У квітні 2023 року право оренди будівлі на аукціоні виграла ГО «Сфера молоді». Вона була єдиним учасником аукціону, «Просвіту» про нього не повідомили. Громадська організація відновила частину приміщень всередині будівлі, в тому числі і завдяки національній програмі залучення молоді до відновлення «ВідНОВА:UA». ГО на партнерських умовах співпрацює з Чернігівським обласним молодіжним центром, який нині проводить у будівлі заходи для молоді, зокрема, облаштував студію звукозапису. Власна будівля молодіжного центру була знищена у 2022 під час облоги Чернігова.

## Опис
Комплекс складається з трьох споруд: двох бічних одноповерхових дерев'яних будинків та середнього будинку.
Середній будинок — цегляний, 2-поверховий, прямокутний у плані. Будинок є прикладом архітектури модерну (еклектики). Фасад направлений на північ — до Хлібопекарської вулиці. Симетричний: з двома бічними ризалітами, увінчаними декоративними фронтонами. У тимпанах фронтонів розташовані декор рослинного характеру, що завершується написами — дата будівництва «1906» та ініціали власника «Г. К.». Своєрідності надає поєднання цегляного будівництва із цементними декоративними деталями рослинного характеру. Із західного боку має Г-подібний у плані обсяг. Між двома ризалітами на другому поверсі вікно з дверима, що виходить на балкон.
За задумом власника, його нове помешкання мало нагадувати військовий корабель. Відразу від входу у будинок починаються вузькі гвинтові сходи в гору. А у балконних перилах можна помітити ковані дверцята. Під час урочистостей основний вхід закривався, а з 2-го поверху через ці дверцята скидався канатний трап і гості-чоловіки на 2-й поверх мали забиратися по цьому трапу.

## Охоронний статус
Рішенням виконкому Чернігівської обласної ради народних депутатів від 26 березня 1984 № 118 надано статус пам'ятки архітектури місцевого значення з охоронним № 5-Чг під назвою «Садибний будинок».
Будівля має власну територію пам'ятника та розташована у комплексній охоронній зоні пам'яток історичного центру міста, згідно з правилами забудови та використання території. На будівлі не встановлено інформаційну дошку.
Наказом головного управління культури туризму та охорони культурної спадщини Чернігівської обласної державної адміністрації від 24 жовтня 2011 № 217 надано статус знову виявленого пам'ятника історії під охоронним № під назвою «Будинок учасника оборони Порт-Артура полковника Остапенка Г. К.».

## Галерея

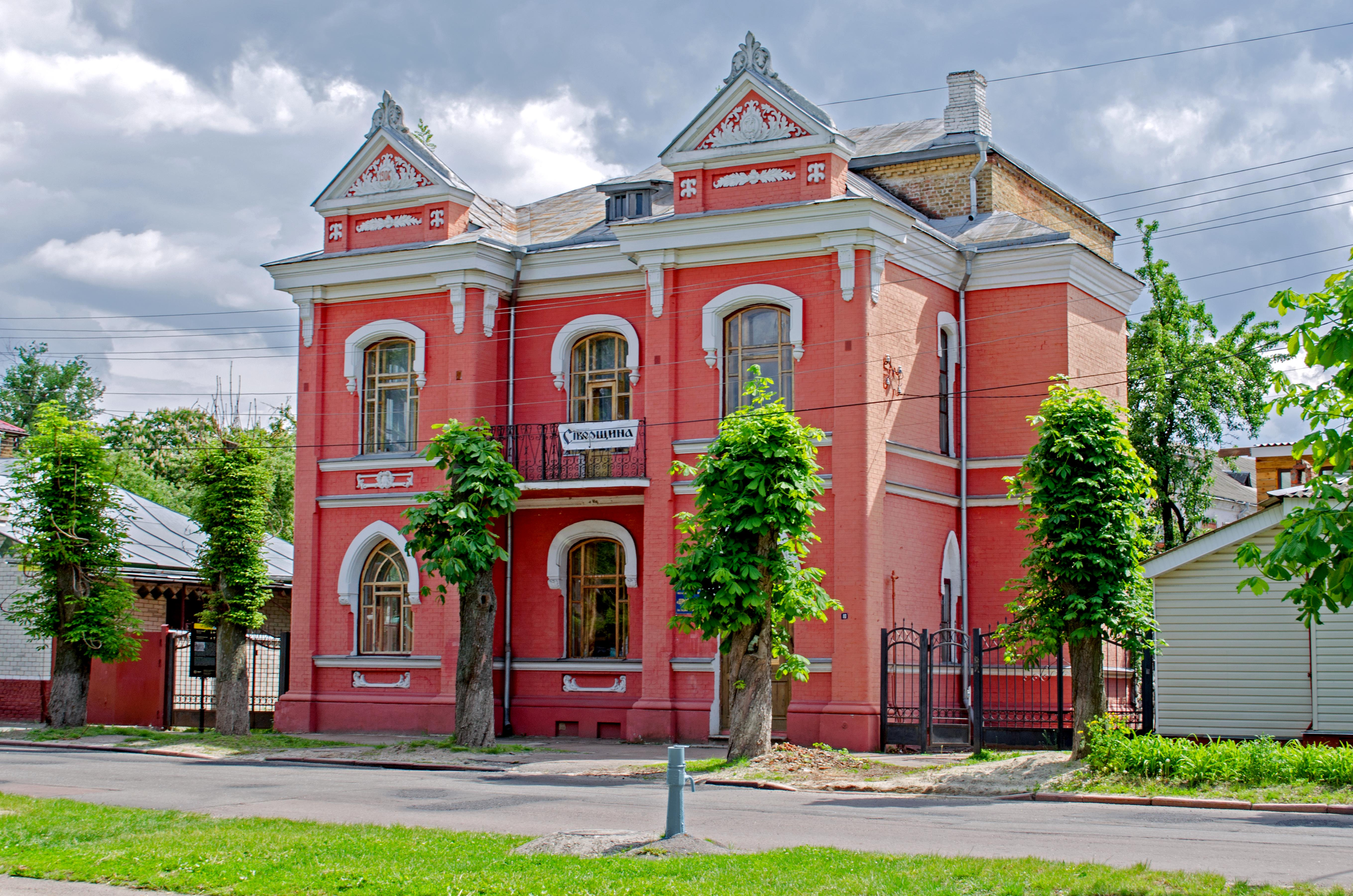
Будинок Остапенка
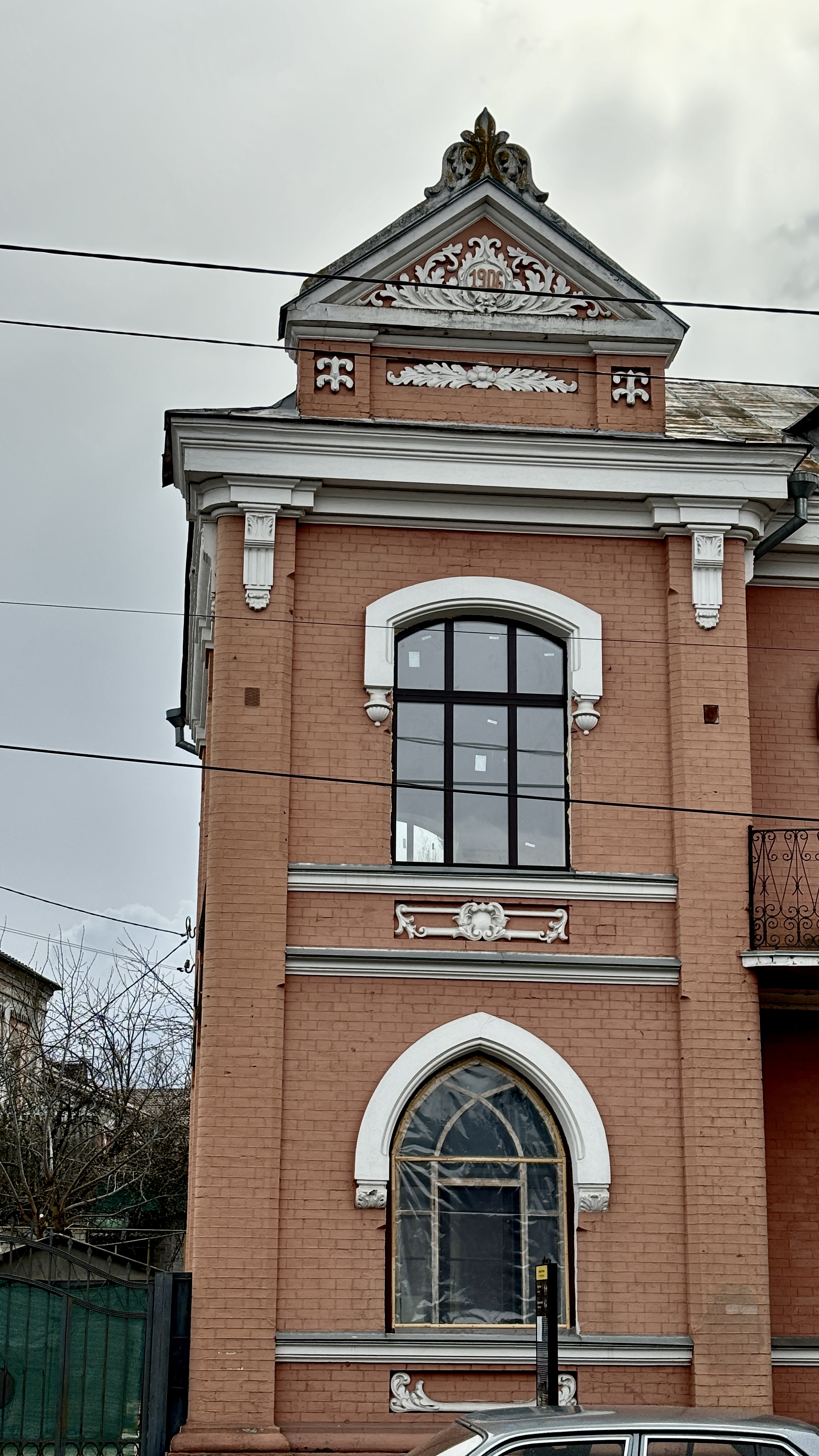
Лівий ризаліт
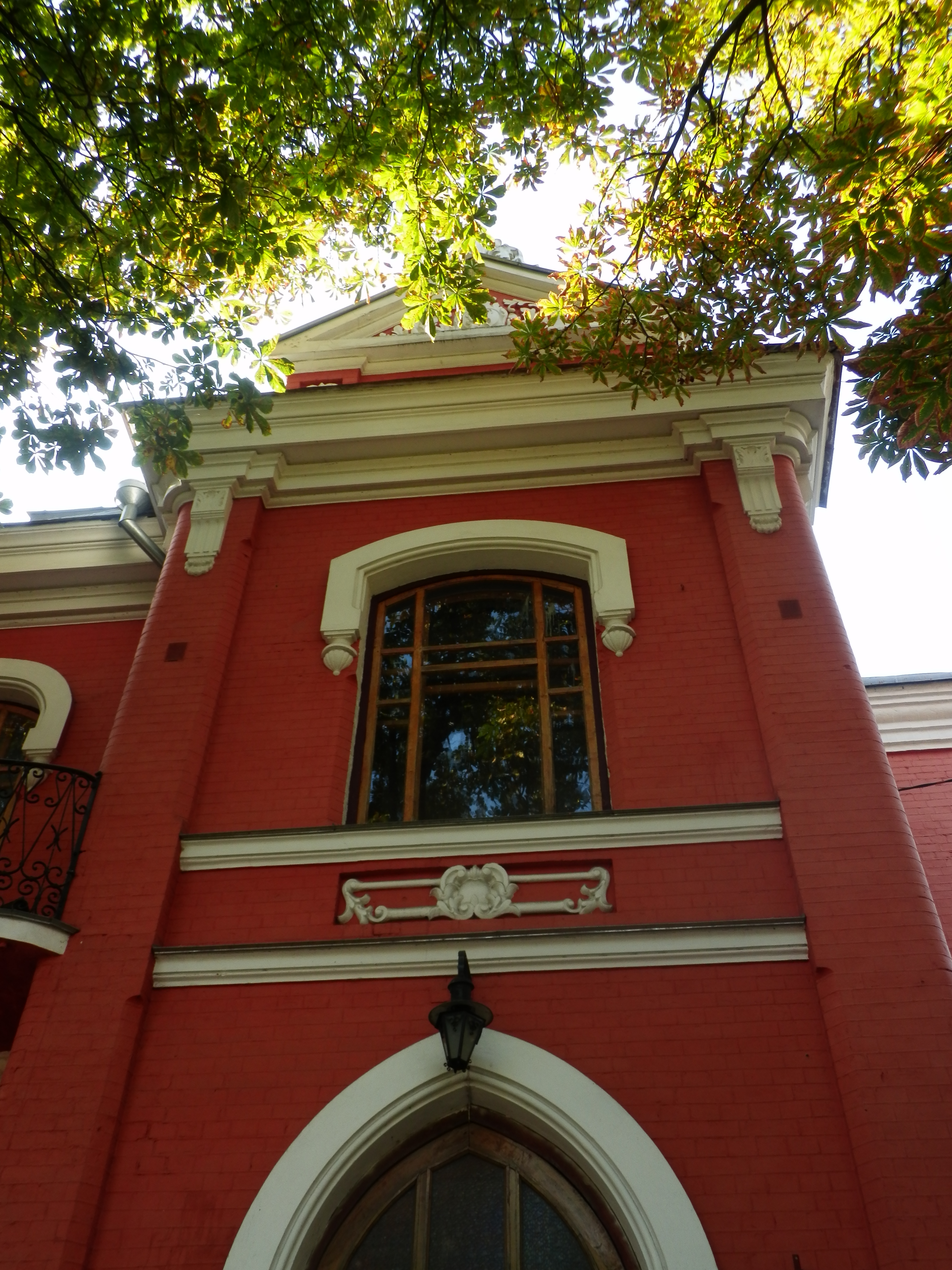
Правий ризаліт
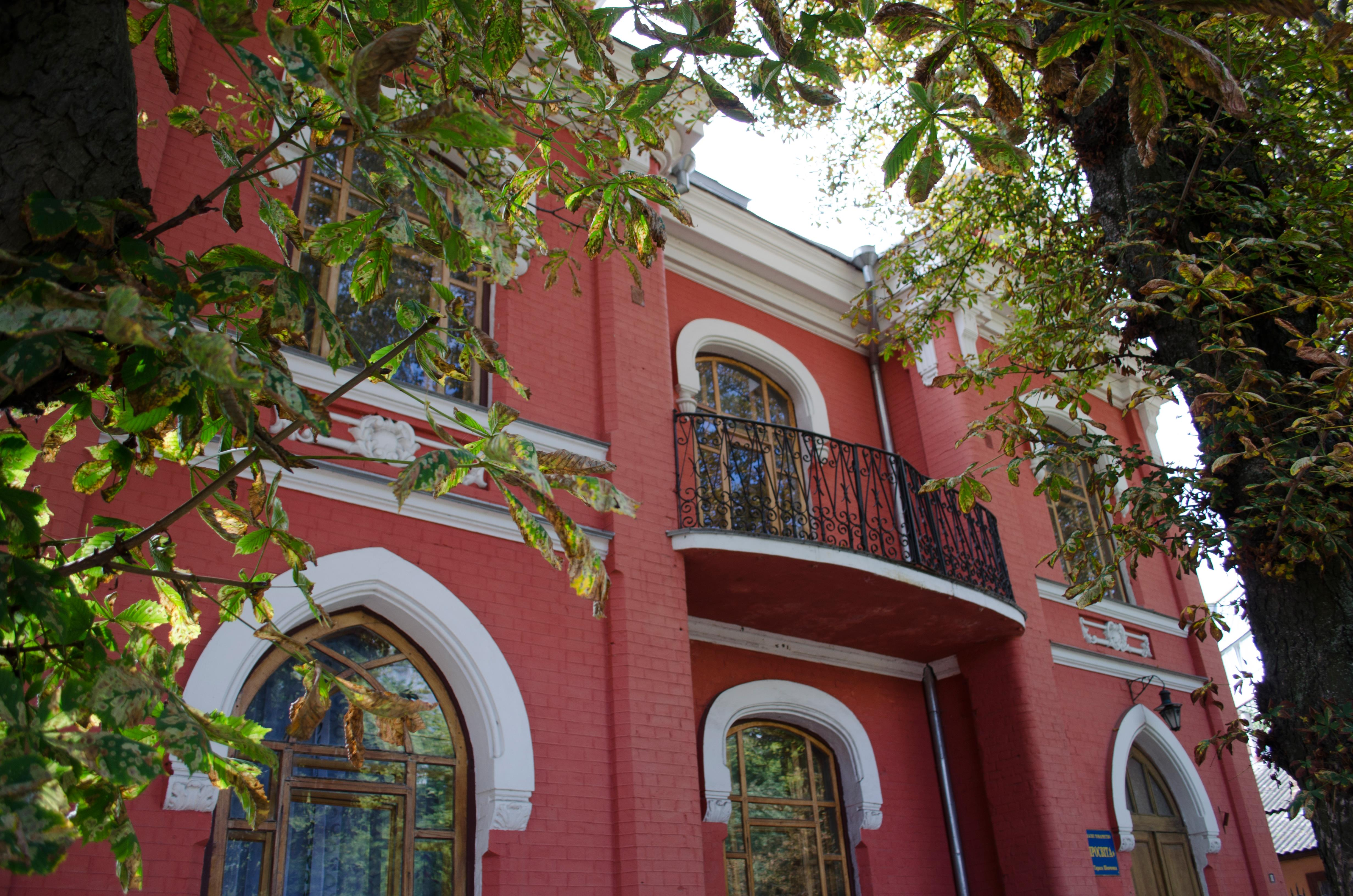
Балкон між ризалітами
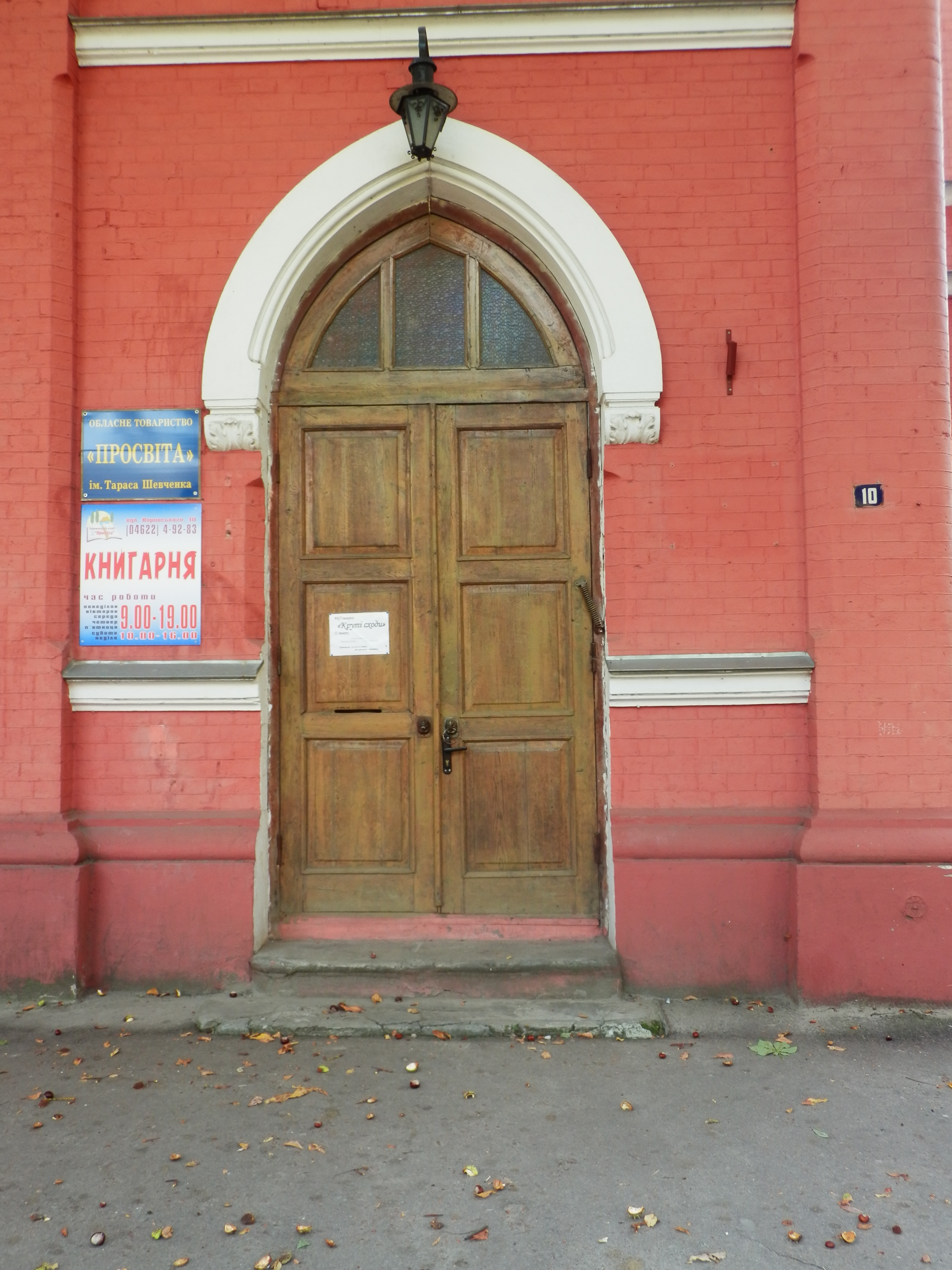
Двері будівлі
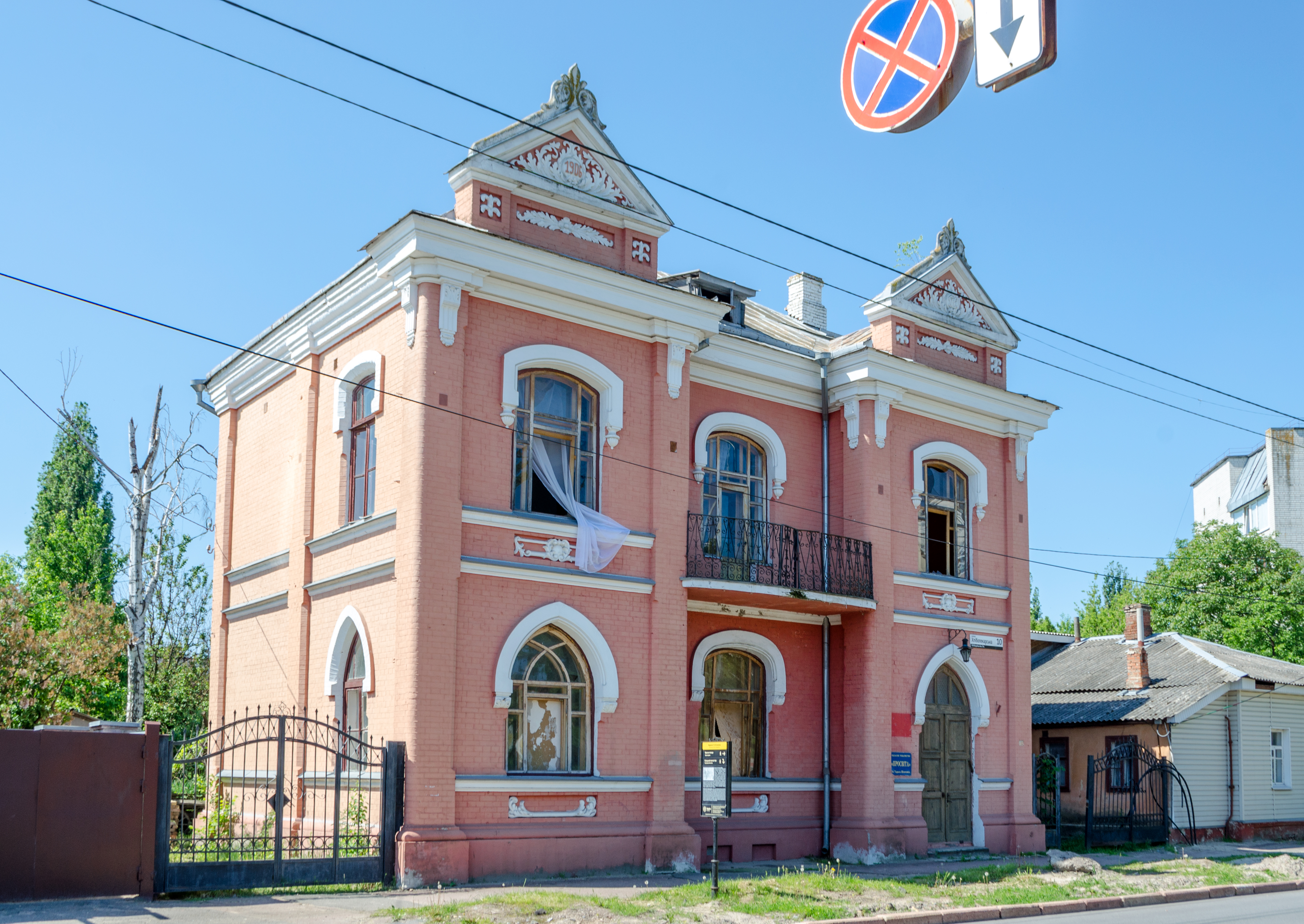
Будинок з вибитими вікнами в 2023 році